# そこまでいうか! 熱血!正義の60分
そこまでいうか! 熱血!正義の60分（そこまでいうか!ねっけつ！せいぎのろくじゅっぷん）は、ニッポン放送で1992年10月1日から1993年4月2日に放送されたトーク番組。

## 概要
個性的で熱血漢と言われる各界の有名人たちが日替わりでパーソナリティを務め、世の中の様々な社会問題に熱血トークで斬り込むというコンセプトの番組。番組タイトルはニッポン放送の1992年度 ステーションキャッチフレーズ「そこまでいうか! ニッポン放送 そこまでやるか! ニッポン放送」に因む。
ネット局の北海道放送（HBCラジオ）は火曜日パーソナリティの日高晤郎がはたえ金次郎に差し替えられた（ニッポン放送からの裏送り）。これは日高が『ウィークエンドバラエティ 日高晤郎ショー』など、札幌テレビ放送（STVラジオ）のラジオパーソナリティであったため。

## 出演者

### パーソナリティ
- 月曜日 - 加納典明（写真家）
- 火曜日 - 日高晤郎（ラジオパーソナリティ、俳優） / はたえ金次郎（ニッポン放送アナウンサー(当時)）[注釈 2]
- 水曜日 - 浅利佳一郎（作家）
- 木曜日 - やしきたかじん（歌手、タレント）
- 金曜日 - 江本孟紀（野球評論家、野球解説者）

### アシスタント
肩書き無しはニッポン放送アナウンサー
- 火曜日 - 増山さやか
- 木曜日 - 久保田妙子（フリーアナウンサー）
- 金曜日 - 田代優美（ニッポン放送アナウンサー(当時)）

## ネット局
- 北海道放送
- 西日本放送

## エピソード
- たかじんが番組スタッフと対立して、あまりのストレスからノイローゼとなり、生放送中に倒れて救急車で運ばれたことがあった。この時は前番組『峰竜太のナンデモアルキメデス』のパーソナリティ　峰竜太が代理で引き続き担当した[2]。